# Giorgia Meloni
Giorgia Meloni (Roma, 15 de janeiro de 1977) é uma política e jornalista italiana atualmente servindo como a presidente do conselho de ministros da Itália desde 2022. Ela é a primeira mulher a ocupar o cargo. Deputada na Câmara dos Deputados desde 2006, dirige o partido político Fratelli d'Italia (FdI) desde 2014 e é presidente do Partido Conservador e Reformista Europeu desde 2020.
Em 1992, Meloni juntou-se à Frente da Juventude, a ala juvenil do Movimento Social Italiano (MSI). Mais tarde, tornou-se a líder nacional da Ação Estudantil, o movimento estudantil da Aliança Nacional (AN). Foi conselheira da Província de Roma de 1998 a 2002. Em 2008, foi nomeada Ministra italiana da Juventude no quarto governo de Berlusconi, cargo que ocupou até 2011. Em 2012, co-fundou o FdI, sucessora legal da AN, e tornou-se sua presidente em 2014. Participou sem sucesso nas eleições para o Parlamento Europeu em 2014 e nas eleições municipais de Roma em 2016. Após as eleições gerais italianas de 2018, liderou o FdI na oposição durante toda a 18ª legislatura italiana. O FdI cresceu na popularidade nas pesquisas de opinião, particularmente durante a gestão da pandemia de COVID-19 na Itália pelo governo de Draghi, um governo de unidade nacional ao qual o Fdl era o único partido que fazia oposição. Após a queda do governo Draghi, o FdI venceu as eleições gerais italianas de 2022.
Nacional-conservadora, as suas posições políticas foram descritas como sendo de extrema-direita, ao qual rejeita essa categorização. Descreve-se como cristã católica e conservadora de direita, e tem como lema "Deus, Pátria e Família". Opõe-se ao aborto voluntário, à eutanásia, à união civil entre pessoas do mesmo sexo e à paternidade LGBT, dizendo que as famílias devem ser chefiadas exclusivamente por pares masculino-feminino. O seu discurso, que por vezes assume uma retórica feminacionalista, inclui críticas ao globalismo. É contra o acolhimento de imigrantes não cristãos (especialmente muçulmanos) e ao multiculturalismo. Apoia um bloqueio naval para deter a imigração e culpa o neocolonialismo como a causa por de trás da crise migratória na Europa, criticando o uso do franco CFA por nações africanas e operações como a intervenção militar na Líbia. Apesar de fiel apoiante da OTAN, mantém visões eurocéticas em relação à União Europeia e já defendeu melhores relações com a Rússia antes da invasão da Ucrânia em 2022.

## Infância e juventude
Giorgia Meloni nasceu em Roma, em 1977. Seu pai, Francesco Meloni, era natural de Roma, onde nascera em 1941 de pais sardos. Depois de uma longa enfermidade, Francesco morreu em 2012. Sua mãe teria nascido na Sicília, na província de Messina. 
Segundo Meloni, quando estava grávida dela, sua mãe, enfrentando dificuldades financeiras e já em um relacionamento deteriorado com o pai, programou-se para interromper a gravidez, mas desistiu do aborto pouco antes dos exames clínicos. Quando tinha onze anos de idade, seu pai, um conselheiro fiscal, abandonou a família, indo morar nas Ilhas Canárias, na Espanha. Após um incêndio na casa, que ela e sua irmã acidentalmente causaram, mudou-se com a mãe e a irmã para a Garbatella, bairro popular e da classe trabalhadora de Roma. Conta que teve uma infância "com dinheiro contado", mas que "apesar da ausência do meu pai, tive uma família que me dava todo o amor necessário".
Em 1992, aos quinze anos de idade, juntou-se à Frente Juvenil, a ala jovem do Movimento Social Italiano-Direita Nacional (MSI). Nestes anos fundou a coordenação estudantil Gli antenati (Os ancestrais), que participou do protesto contra a reforma da educação pública promovido pela ministra Rosa Russo Iervolino. Em 1996, ela tornou-se a líder nacional da Azione Studentesca, o movimento estudantil da Alleanza Nazionale a herdeira de direita do MSI, representando esse movimento no Fórum de Associações de Estudantes estabelecido pelo Ministério da Educação italiano. No mesmo ano, ela se formou no Instituto Amerigo Vespucci.
Durante esses anos, ela também trabalhou como babysitter, garçonete e bartender no Piper Club, uma das casas noturnas mais famosas de Roma.
Obteve o diploma do ensino médio em línguas no Instituto "Amerigo Vespucci" de Roma, com a nota final de 60/60.
Em 1998, depois de vencer as eleições primárias, foi eleita conselheira provincial da província de Roma, ocupando esse cargo até 2002. Em 2000 foi eleita diretora nacional e em 2004 foi a primeira mulher presidente da Ação Juvenil, a ala jovem do partido.

## Carreira política

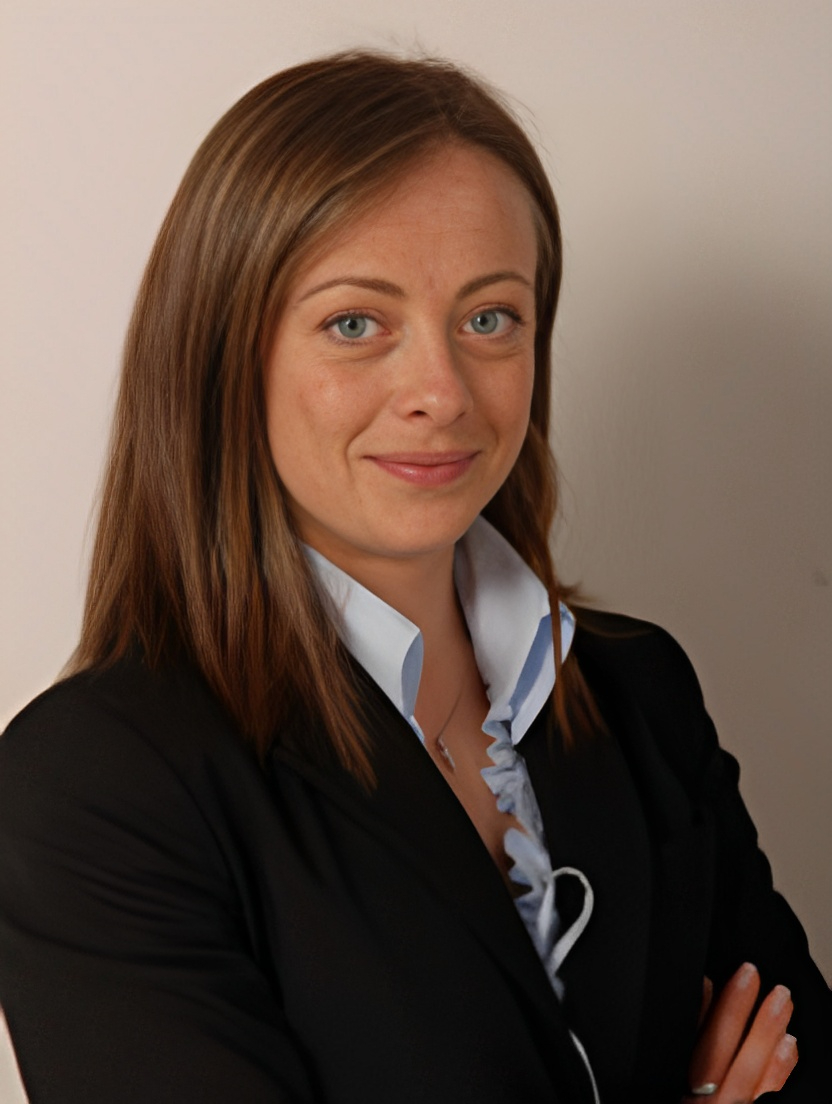
Retrato de Giorgia Meloni para a Câmara dos Deputados em 2006.

### Ministra da Juventude
Nas eleições gerais de 2006, Meloni foi eleita para a Câmara dos Deputados italiana; posteriormente, ela tornou-se a mais jovem vice-presidente da Câmara.
Em 2008, ela foi nomeada ministra de Políticas para a Juventude no quarto gabinete liderado pelo magnata da mídia Silvio Berlusconi, cargo que ocupou até 16 de novembro de 2011, quando o primeiro foi forçado a renunciar ao cargo de primeiro-ministro a meio de  uma crise financeira e vários protestos públicos. Ela foi a ministra mais jovem de todos os tempos na história da República Italiana. Em agosto de 2008, Meloni convidou atletas italianos para boicotar a cerimónia de abertura dos Jogos Olímpicos de Pequim em protesto contra a política chinesa implementada em relação ao Tibete; no entanto, esta declaração foi criticada por Berlusconi e pelo ministro das Relações Exteriores, Franco Frattini.
Em 2009, o seu partido fundiu-se com o Forza Italia, e ela assumiu a presidência da seção juvenil do partido. No mesmo ano, ela votou a favor do decreto-lei contra a eutanásia. Em novembro de 2012, ela anunciou a sua candidatura para contestar a liderança do partido Povo da Liberdade contra Angelino Alfano, em oposição ao apoio do partido ao Gabinete Monti. Após o cancelamento das primárias, ela juntou-se aos seus colegas políticos Ignazio La Russa e Guido Crosetto para definir uma política anti-Monti, pedindo a renovação dentro do partido e criticando a liderança de Silvio Berlusconi.

### Presidente do Fratelli d'italia

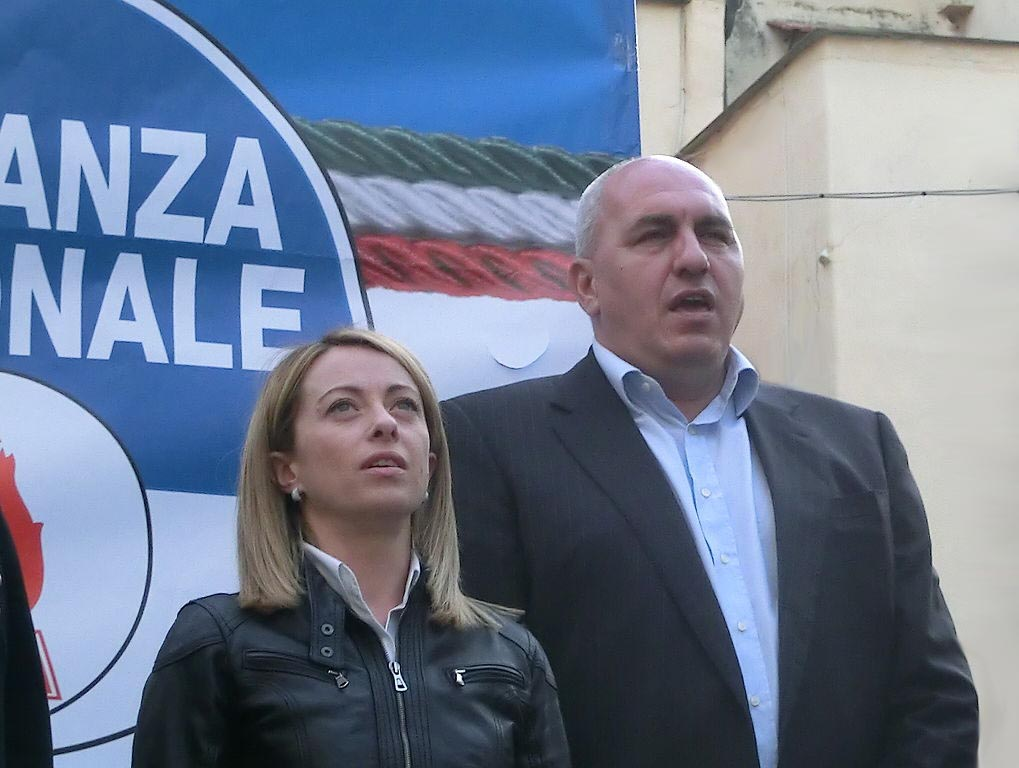
Giorgia Meloni com Guido Crosetto durante um comício do Fratelli d'Italia ("Irmãos de Itália") em 2014.

Em dezembro de 2012, Meloni, La Russa e Crosetto fundaram um novo movimento político, Fratelli d'italia (FdI), cujo nome vem da letra do Hino Nacional Italiano. Na eleição geral de fevereiro de 2013, ela candidatou-se como parte da coalizão de centro-direita de Berlusconi e recebeu 2,0% dos votos e 9 cadeiras na câmara dos deputados. Meloni foi reeleita para a câmara dos Deputados pela Lombardia e posteriormente foi nomeada a líder do partido na Câmara, cargo que ocupou até 2014, quando renunciou para dedicar-se ao partido. Ela foi sucedida por Fabio Rampelli.
Em março de 2014 ela tornou-se presidente do Fratelli d'italia e em abril foi nomeada para as eleições europeias de 2014, mas o seu partido obteve apenas 3,7% dos votos, não ultrapassando o limite de 4%, e portanto, não tornou-se deputada do Parlamento Europeu, apesar de receber 348 700 votos.
Em agosto de 2014, o partido de Giorgia Meloni utilizou uma fotografia de Oliviero Toscani sem informar o autor que, ao tomar conhecimento do ocorrido, apresentou queixa. Originalmente tomada em favor de diferentes tipos de famílias, descontextualizada tornou-se parte de um manifesto de adoção anti-gay. Além disso, o mesmo fotógrafo definiu o póster como homofóbico.
Como presidente do partido, ela decidiu formar a aliança com a Lega Nord de Matteo Salvini, lançando várias campanhas políticas com ele contra o governo de centro-esquerda de Matteo Renzi, colocando a FdI em posições eurocéticas e populistas. A 4 de novembro de 2015, ela fundou a Nossa Terra - Italianos com Giorgia Meloni, um comité político conservador em apoio às suas campanhas. Nossa Terra era uma organização paralela à FdI e visava ampliar a base popular do partido. A 30 de janeiro de 2016 ela participou do Family Day, uma manifestação anti-direitos LGBT, declarando-se contra a adoção de crianças por casais LGBT. No mesmo Dia da Família, Meloni anunciou que estava grávida; sua filha Ginevra nasceu a 16 de setembro.
Em 2016, na eleição municipal em Roma, Meloni concorreu à prefeitura com o apoio de Nós com Salvini, mas em oposição ao candidato apoiado pela Forza Italia de Berlusconi. Meloni obteve 20,6% dos votos, quase o dobro do candidato da FI, mas não se classificou para o segundo turno, enquanto a FdI obteve convincentes 12,3%. Durante o referendo constitucional de dezembro do mesmo ano sobre a reforma promovida pelo governo de Renzi, Meloni fundou o comité "Não, Obrigado" e participou de vários debates na televisão, incluindo um contra o primeiro-ministro Renzi. Quando o "Não" ganhou com quase 60% dos votos, Meloni convocou eleições antecipadas, e quando Renzi renunciou, ela manteve a confiança no próximo governo liderado por Paolo Gentiloni. Um ano mais tarde, nos dias 2 e 3 de dezembro de 2017, em Trieste , o congresso do Fratelli d'italia viu a reeleição de Meloni como presidente do partido, bem como a renovação da logomarca do partido.

Durante a campanha eleitoral para as eleições políticas italianas de 2018, Giorgia Meloni anunciou um protesto contra o museu egípcio de Turim, acusando-o de ter organizado uma campanha promocional dirigida a pessoas de religião islâmica e discriminatória contra os cristãos. Durante o protesto, que decorreu sob o museu, o diretor Christian Greco foi falar com Meloni e explicou que a iniciativa não tem uma conotação anti-italiano, como era apenas uma maneira de promover a cultura egípcia entre as pessoas.

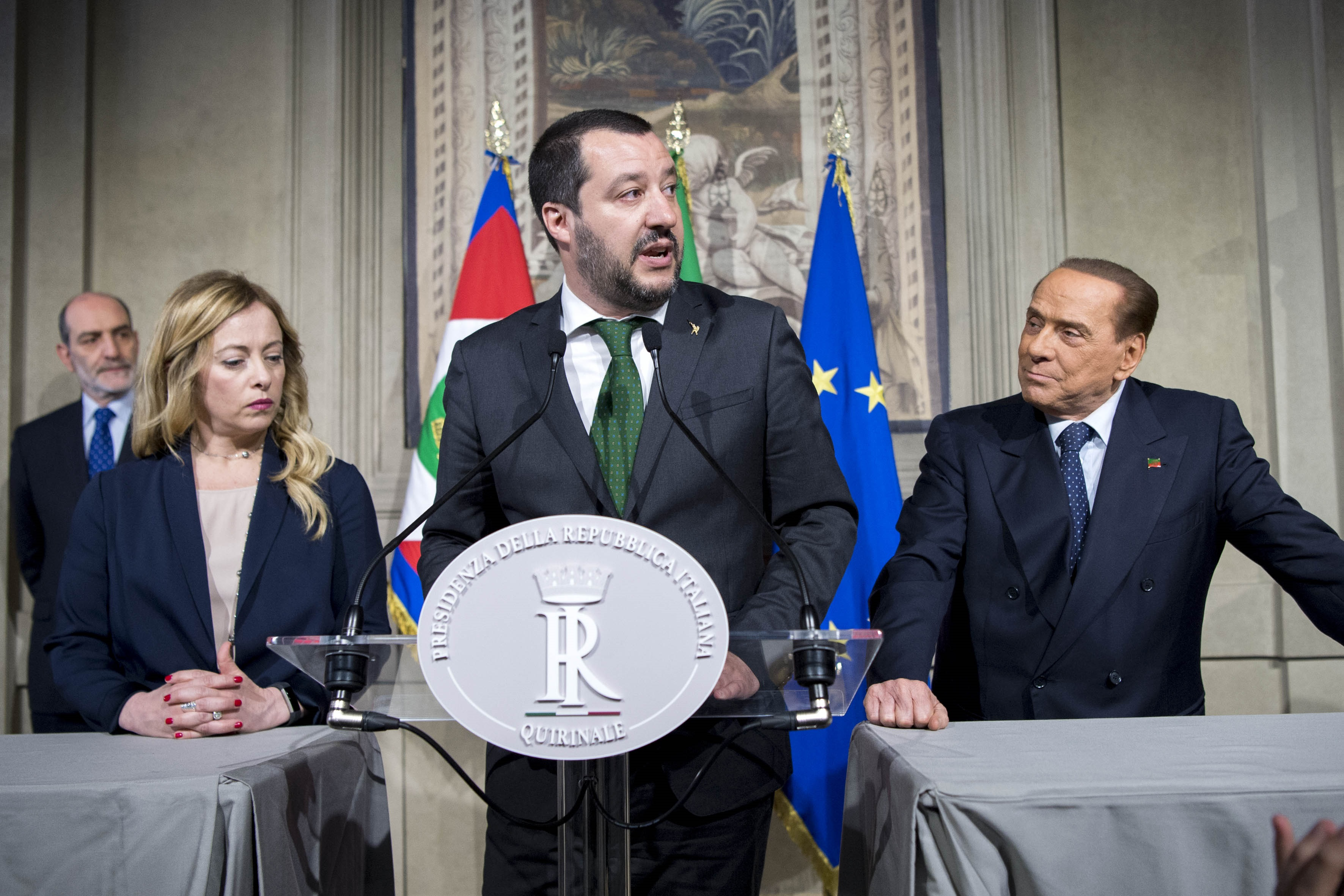
Meloni com Matteo Salvini e Silvio Berlusconi em 2018.

Nas eleições gerais de 2018, o Fratelli d'italia fez parte da coligação de centro-direita, com a Forza Italia de Berlusconi, a Liga de Salvini e os Nós Com a Itália de Raffaele Fitto. O partido de Meloni obteve 4,4% dos votos e mais de três vezes os assentos conquistados em 2013. Ela foi eleita para a Câmara dos Deputados pelo círculo eleitoral uninominal de Latina com 41% dos votos.  A aliança de centro-direita, na qual a Liga emergiu como a principal força política, ganhou uma pluralidade de assentos na Câmara dos Deputados; no entanto, nenhum grupo político ou partido obteve uma maioria absoluta, resultando em um parlamento suspenso.
Em outubro de 2018, por meio do Twitter, Giorgia Meloni "atacou" um colégio de Peschiera Borromeo, pois, segundo ela, "havia sido eliminada a carne de porco para dar lugar ao cuscuz, comida típica do norte da África", julgando injusto para "os filhos dos italianos". A este ataque, o jornalista Selvaggia Lucarelli afirma que "o cuscuz está disponível uma vez por mês ", considerando a polémica de Meloni inútil e extrema.
Em novembro de 2018, Giorgia Meloni propôs restaurar o feriado nacional de 4 de novembro (aniversário da vitória da Grande Guerra) afirmando que " é um feriado muito mais unificador do que outros feriados que hoje são feriados nacionais", considerando que o 25 de abril e o 2 de junho, respetivamente o Dia da Libertação do Nazi-Fascismo e o Dia da República, seriam em vez "mais dois dias divisionistas".
Na frente da política externa, Meloni fortaleceu a visão pró-EUA do seu partido, abrindo uma linha de comunicação entre o Fratelli d'Italia e o Partido Republicano do presidente Donald Trump. A 5 de fevereiro ela foi a única italiana a participar do principal evento dos conservadores americanos, o "Café da Manhã de Oração Nacional" em Washington. A abordagem aos Estados Unidos não a impediu de assumir posições cautelosas por ocasião de crises importantes na política internacional, como a morte numa operação dos EUA do general iraniano Qasem Soleimani, ocorrida no Iraque perto de Bagdá a 3 de janeiro de 2020, após o qual o secretário do Fratelli d'Italia pediu cautela e desaceleração, enquanto o aliado Matteo Salvini declarou que aprovava totalmente a ação de Washington.

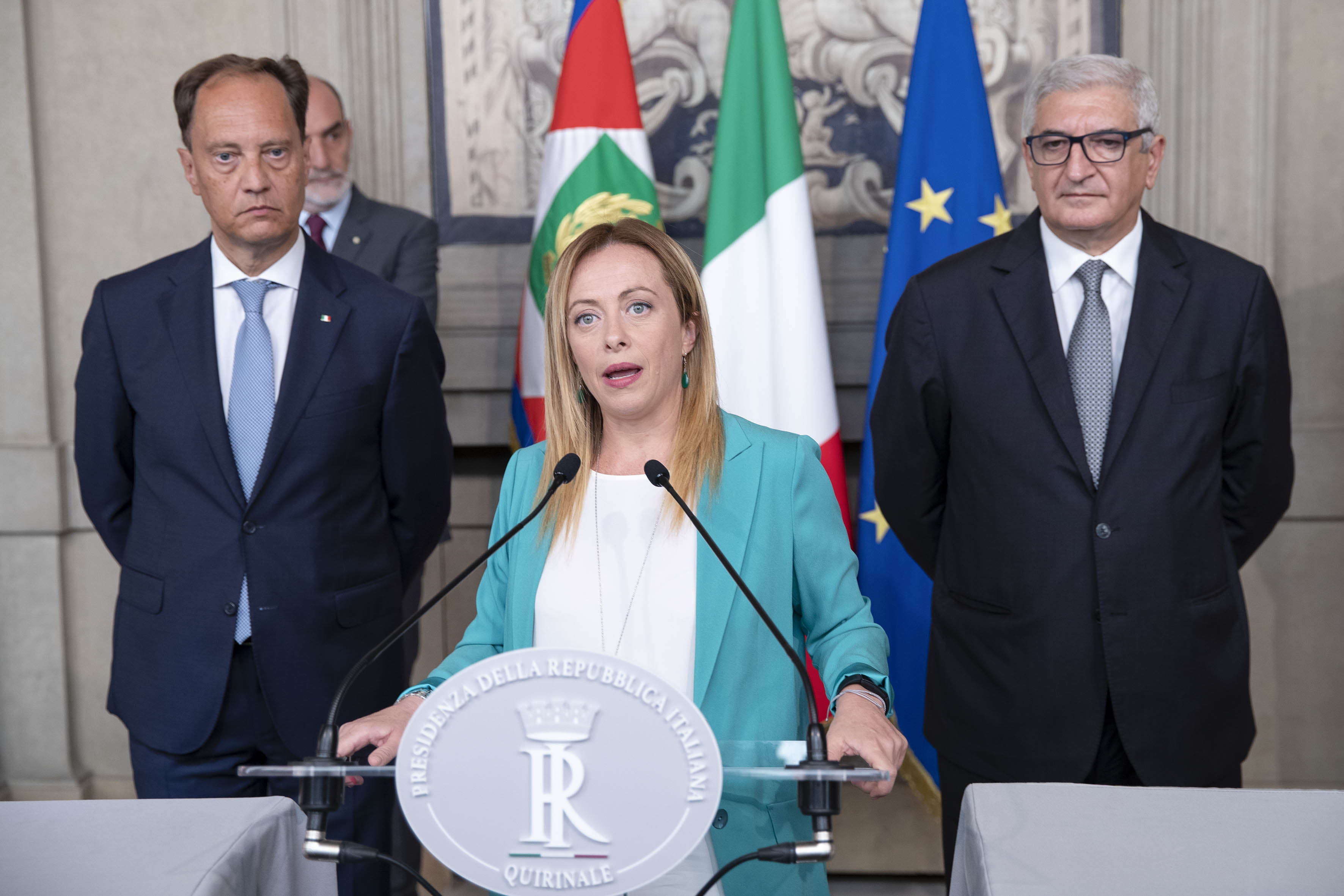
Giorgia Meloni discursando na presidência da república.

Em outubro de 2019, o seu discurso num comício de direita em Roma, onde deixou bastante clara os seus princípios "Somos pessoas, não códigos, e vamos defender nossa identidade. Eu sou Giorgia: sou mulher, sou mãe, sou italiana, sou cristã […]. Tenho vergonha de um Estado que nada faz pelas famílias italianas. Tenho vergonha de um Estado que defende os direitos dos homossexuais […]. Um Estado justo cuida dos mais fracos, daqueles que não podem defender-se". Ela falou contra a paternidade do mesmo sexo, tornou-se viral nas plataformas da mídia social italiana e tornou-se objeto de muitas paródias. Ela é contra qualquer lei que reconheça parcerias civis ou casamentos gays e é contra uma lei anti-homofobia, declarando que na Itália não há homofobia. Devido a este tipo de declarações é muitas vezes considerada como xenófoba.
Durante a emergência ligada à explosão da pandemia de COVID-19 na Itália, Giorgia Meloni chamou repetidamente o governo Conte de "inadequado para administrar a emergência" e o atacou duramente várias vezes para definir a atitude "criminosa".
A 7 de março de 2020, assina com os dirigentes da Lega Nord e da Forza Italia a desconfiança do Ministro da Justiça, Alfonso Bonafede.
A 19 de fevereiro de 2021, o professor universitário de Siena, Giovanni Gozzini, insultou Meloni caracterizando-a com nomes vulgares de numa rádio: o presidente Sergio Mattarella e o primeiro-ministro Mario Draghi ligaram para Meloni para condenar o professor que foi suspenso pelo conselho da universidade e expressar a sua solidariedade pelos insultos obscenos, que recebeu.
Nos dias 9 e 10 de outubro de 2021, esteve reunida com Santiago Abascal e André Ventura em Madrid, no evento Viva 21 organizado pelo Vox. Os três lideres partidários concordaram com a importância da existência de fronteiras seguras para a proteção dos povos da União Europeia, o respeito pelas soberanias nacionais, e a defesa da família, da cultura da vida, e na liberdade dos pais para a escolha na educação dos filhos. No final do dia 10 discursou no evento destacando, que “a identidade é o principal inimigo da corrente globalista”. "Tudo que nos identifica está sendo atacado (…), mas não vamos permitir". Além disso reafirmou o seu compromisso com a defesa do Estado de Direito na Iberosfera contra a ameaça do comunismo. Meloni assinou a 'Carta de Madrid' patrocinada por Abascal em outubro de 2020 e que já foi assinada por mais de 8.000 pessoas de mais de 20 países, e que aspira a unir os defensores da liberdade contra o totalitarismo da esquerda nos dois lados do Atlântico. Meloni, Abascal e André Ventura comprometeram-se a lançar um fórum de colaboração de patriotas do sul da Europa com semelhanças em termos de identidade, história, costumes, valores e vocação geopolítica com o objetivo de dar um impulso alternativo ao projeto europeu.
Meloni venceu a eleição legislativa de 2022 com o Fratelli d'Italia recebendo a maior bancada em uma coligação de centro-direita e, dessa maneira, tornou-se a sucessora de Mario Draghi. O chefe da coligação de centro-esquerda, admitiu a derrota logo após as pesquisas à boca da urna. Os líderes partidários Viktor Orbán da Hungria, Mateusz Morawiecki da Polônia, a britânica Liz Truss, a francesa Marine Le Pen, André Ventura de Portugal e Santigo Abascal do Reino de Espanha, felicitaram Meloni.

## Primeira-ministra de Itália

### Formação do governo

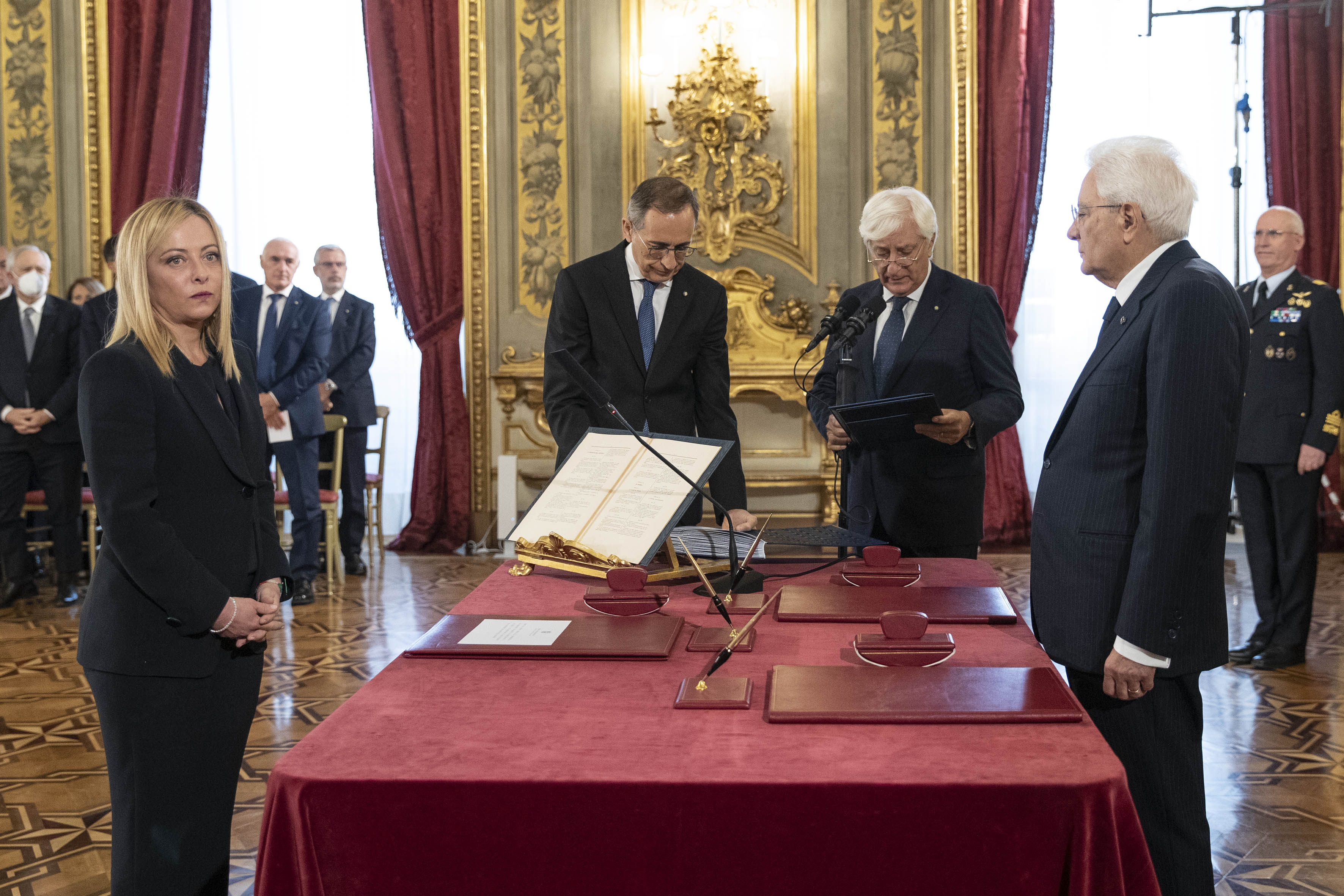
Tomada de posse de Giorgia Meloni como Primeira-Ministra de Itália

Imediatamente após a primeira reunião da nova legislatura, as tensões começaram a crescer dentro da coalizão de centro-direita. A 13 de outubro, Berlusconi recusou-se a apoiar Ignazio La Russa, a candidatura do FdI a Presidente do Senado da República. Ele conseguiu ser eleito com 116 votos em 206 na primeira volta, graças ao apoio dos partidos da oposição à coligação de centro-direita. As tensões aumentaram ainda mais, em particular entre Berlusconi e Meloni, a quem Berlusconi descreveu como "condescendente e arrogante" e "ofensivo" em uma série de notas escritas no Senado. Nos dias seguintes, após reuniões entre os líderes dos partidos, as tensões diminuíram e os partidos da coligação de centro-direita chegaram a um acordo sobre a formação do novo gabinete.
A 20 de outubro, começaram oficialmente as consultas entre o presidente Sergio Mattarella e os partidos. No dia seguinte, delegados da FdI, da Liga, da FI e dos Civici d'Italia, anunciaram a Mattarella que haviam chegado a um acordo para formar um governo de coligação com Meloni como primeira-ministra. À tarde, Mattarella convocou Meloni ao Palácio Quirinal, pedindo-lhe para formar um novo governo. Aceitou a tarefa e no mesmo dia anunciou a composição do seu governo, que foi oficialmente empossado a 22 de outubro. Giorgia Meloni é a primeira mulher a ocupar o cargo de primeira-ministra.
A 25 de outubro, Meloni fez o seu primeiro discurso oficial como primeira-ministra na Câmara dos Deputados, antes do voto da moção de confiança do governo. Durante o seu discurso, enfatizou o peso de ser a primeira mulher a servir como chefe do governo italiano. Agradeceu a várias mulheres italianas, incluindo Tina Anselmi, Samantha Cristoforetti, Grazia Deledda, Oriana Fallaci, Nilde Iotti, Rita Levi-Montalcini e Maria Montessori, que ela disse, "com as tábuas de seus próprios exemplos, construiu a escada que hoje me permite subir e quebrar o pesado teto de vidro colocado sobre as nossas cabeças". O governo ganhou o voto de confiança com 235 votos a favor e 154 contra, com 5 abstenções de grupos autónomos menores. A 26 de outubro, o governo ganhou o voto de confiança também no Senado com 115 votos contra 79, com 5 abstenções. O governo ganhou o voto de confiança com uma maioria confortável em ambas as casas.

### Política interna

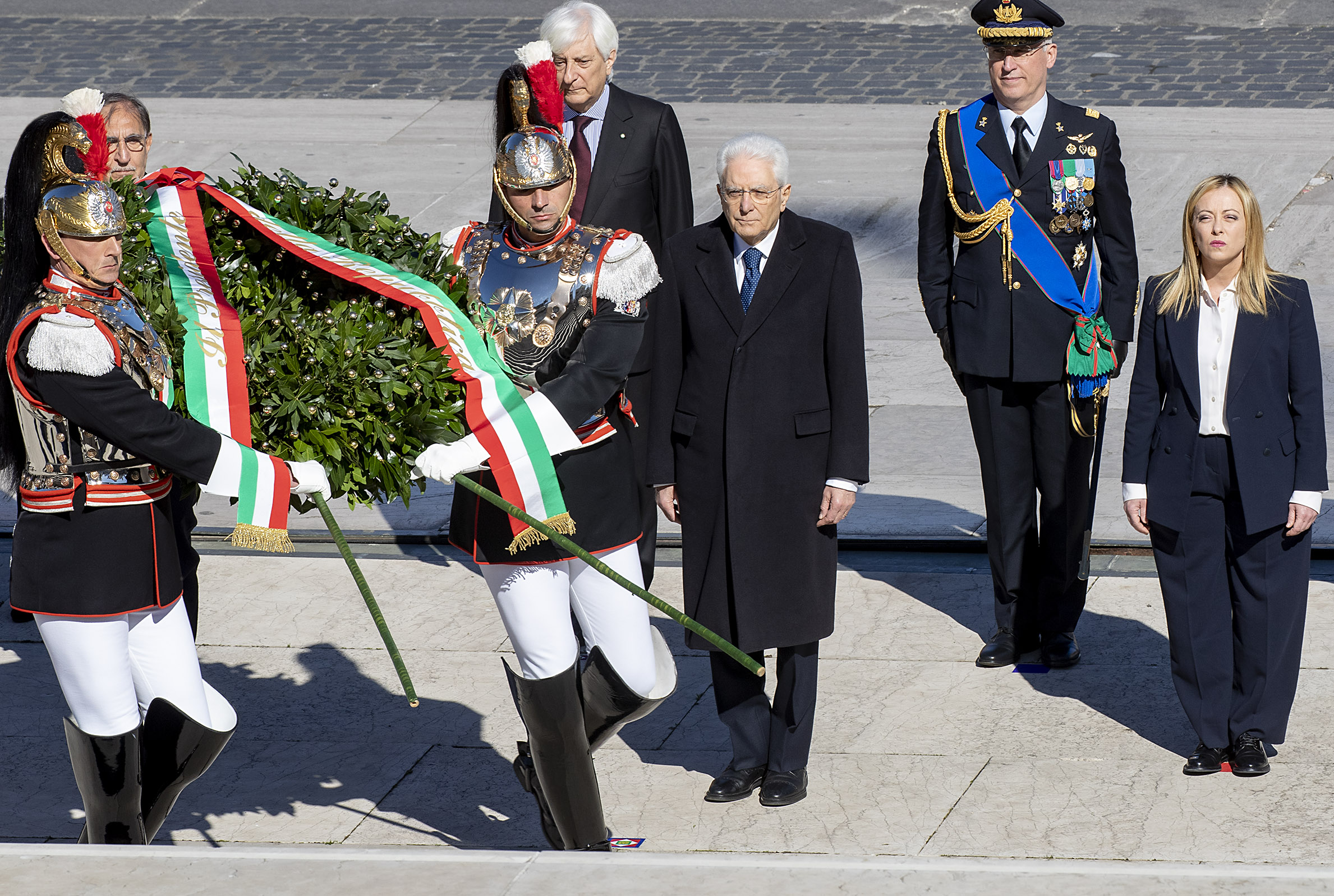
Giorgia Meloni com o presidente Sergio Mattarella nas comemorações dos 162 anos da unificação italiana

Uma das primeiras medidas implementadas pelo governo foi em relação à COVID-19 e com a retirada completa do certificado de vacinação contra a COVID-19, conhecida na Itália como Green Pass; além disso, os médicos não vacinados foram reintegrados ao serviço. Em 31 de outubro, o governo aprovou um decreto que prevê uma pena de até seis anos de prisão para as festas e comícios ilegais. Apesar de ter sido apresentada oficialmente como um decreto contra raves ilegais, a lei foi aplicada a qualquer aglomeração ilegal que o poder público considerasse perigosa, o que gerou críticas. O decreto também gerou alguns protestos dos partidos da oposição e associações dos direitos civis, e também foi contestado pelo Partido Força Itália (partido do governo). O governo Meloni rejeitou as acusações e anunciou que aceitaria pequenas alterações ao texto no Parlamento. Nas primeiras semanas após assumir o cargo, Meloni implementou políticas mais rígidas do que os governos anteriores em relação à luta contra a imigração ilegal. Do ponto de vista econômico, Meloni e o seu governo decidiram impedir o aumento dos preços da energia, em continuidade com seu antecessor Mario Draghi, baixando preços, dando subsídios a famílias e empresas e tomando novas decisões de perfuração nos mares italianos para aumentar produção nacional de gás. O governo decidiu também aumentar o teto de caixa de dois mil euros para cinco mil euros.
No final de dezembro de 2022, Meloni anunciou que Elisabetta Casellati, Ministra das Reformas Constitucionais, iria reunir-se com os partidos da oposição para iniciar oficialmente o roteiro para um sistema presidencial.
A 26 de fevereiro de 2023, um barco que transportava imigrantes afundou deviso a condições climáticas adversas ao tentar pousar na costa de Steccato di Cutro, perto de Crotone, na região da Calábria. O barco transportava entre 143 e 200 imigrantes quando afundou, dos quais pelo menos 86 morreram, incluindo 12 crianças, tornando-se um dos desastres navais mais mortíferos dos últimos anos. Meloni expressou a sua "profunda tristeza pelas vidas humanas dilaceradas por traficantes de seres humanos" e condenou a "troca" de vidas de imigrantes pelo "preço" de uma passagem paga por eles na falsa perspetiva de um seguro viagem".
Em julho de 2025, três anos após sua chegada ao poder, 62% dos italianos consideravam seu histórico negativo, em comparação com 34% que o consideravam positivo.

### Política externa

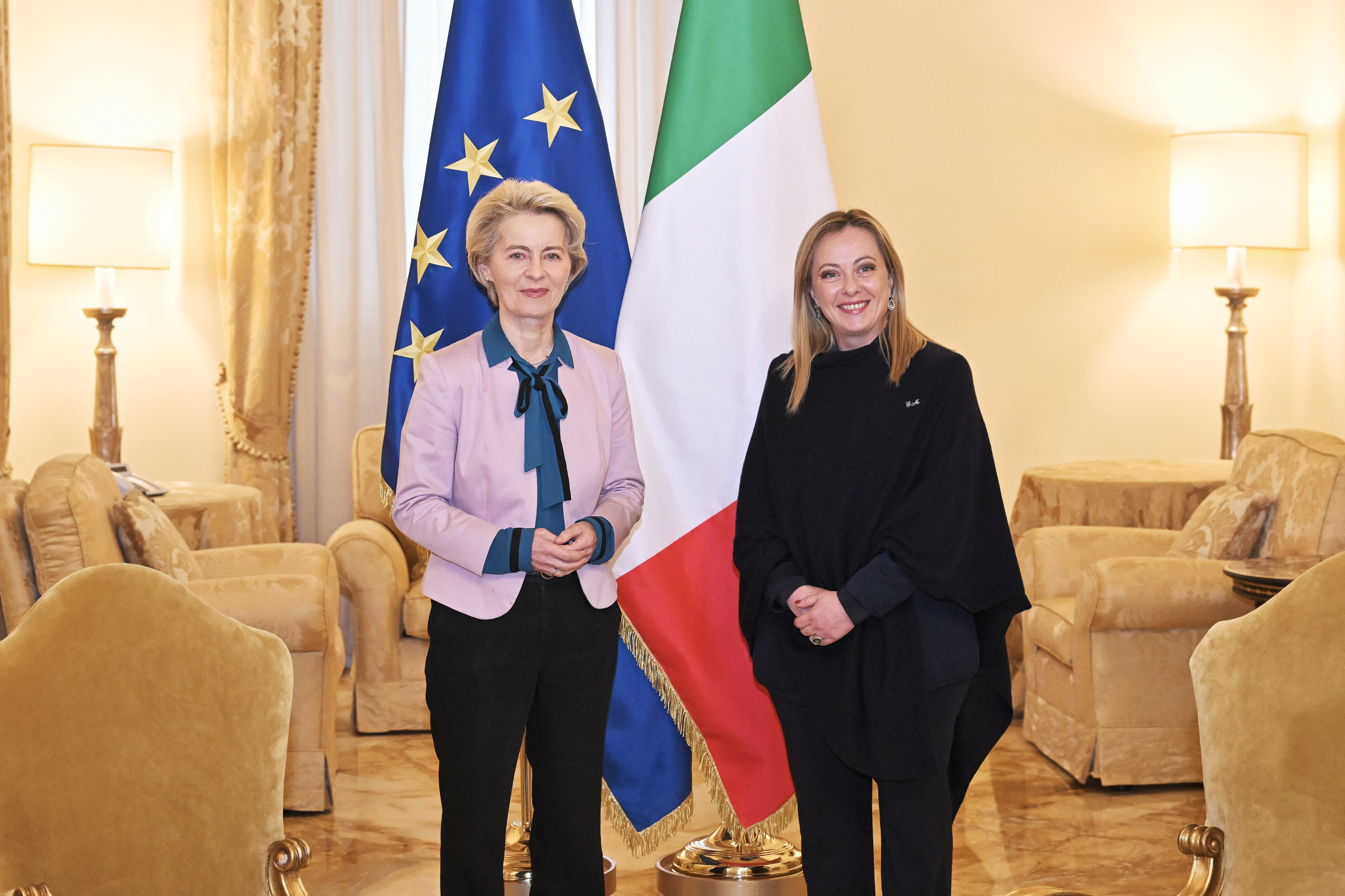
Meloni com Ursula von der Leyen em janeiro de 2023

O primeiro líder estrangeiro encontrado por Meloni foi o presidente francês Emmanuel Macron, que esteve em Roma no dia 23 de outubro para se encontrar com o presidente Mattarella e o Papa, tendo posteriormente um encontro bilateral com Meloni, focado principalmente na crise energética em curso e na invasão russa à Ucrânia. A 3 de novembro, Meloni encontrou-se com líderes da União Europeia, como Ursula von der Leyen, Charles Michel, Paolo Gentiloni, Roberta Metsola e outros políticos em Bruxelas. A 7 de novembro, Meloni participou na sua primeira cúpula internacional, da COP27 das Nações Unidas em Sharm El Sheik, Egito. Durante o seu discurso, afirmou que: “A Itália continua fortemente convencida do seu compromisso com a descarbonização em conformidade com o Acordo de Paris. Devemos diversificar os fornecedores de energia, em estreita colaboração com os países africanos”. Durante a conferência, a primeira-ministro também teve um encontro bilateral com o presidente egípcio Abdel Fattah el-Sisi. Na semana seguinte, Meloni participou da cúpula do G20 em Bali, Indonésia, onde teve o seu primeiro encontro bilateral com o presidente dos Estados Unidos, Joe Biden, a 15 de novembro.
Segundo a revista Forbes em 2022 foi considerada a sétima mulher mais poderosa do mundo.
Em janeiro de 2023, visitou a Argélia, onde se encontrou com o presidente Abdelmadjid Tebboune com quem assinou um acordo referente ao fornecimento de gás para a Itália. Graças a este acordo, a Argélia tornou-se o maior fornecedor de gás de Itália.
A 22 de fevereiro de 2023, visitou a Ucrânia e reuniu com o presidente Volodymyr Zelensky para discutir a invasão russa em andamento. Também visitou a cidade de Butcha, nos subúrbios de Kiev. A 2 de março de 2023, visitou a Índia , onde conheceu o primeiro-ministro Narendra Modi e a presidente Draupadi Murmu. Durante uma entrevista coletiva, Meloni elogiou Modi e as suas políticas, descrevendo-o como o "líder mais amado do mundo".
Em abril de 2023, reuniu-se com o primeiro-ministro Abiy Ahmed e o presidente somali Hassan Sheikh Mohamud. Em Adis Abeba, anunciou o "Plano Mattei" do governo italiano sobre investimentos no continente africano. Durante a visita, também teve uma reunião bilateral com o presidente da Comissão da União Africana, Moussa Faki.

## Posições políticas

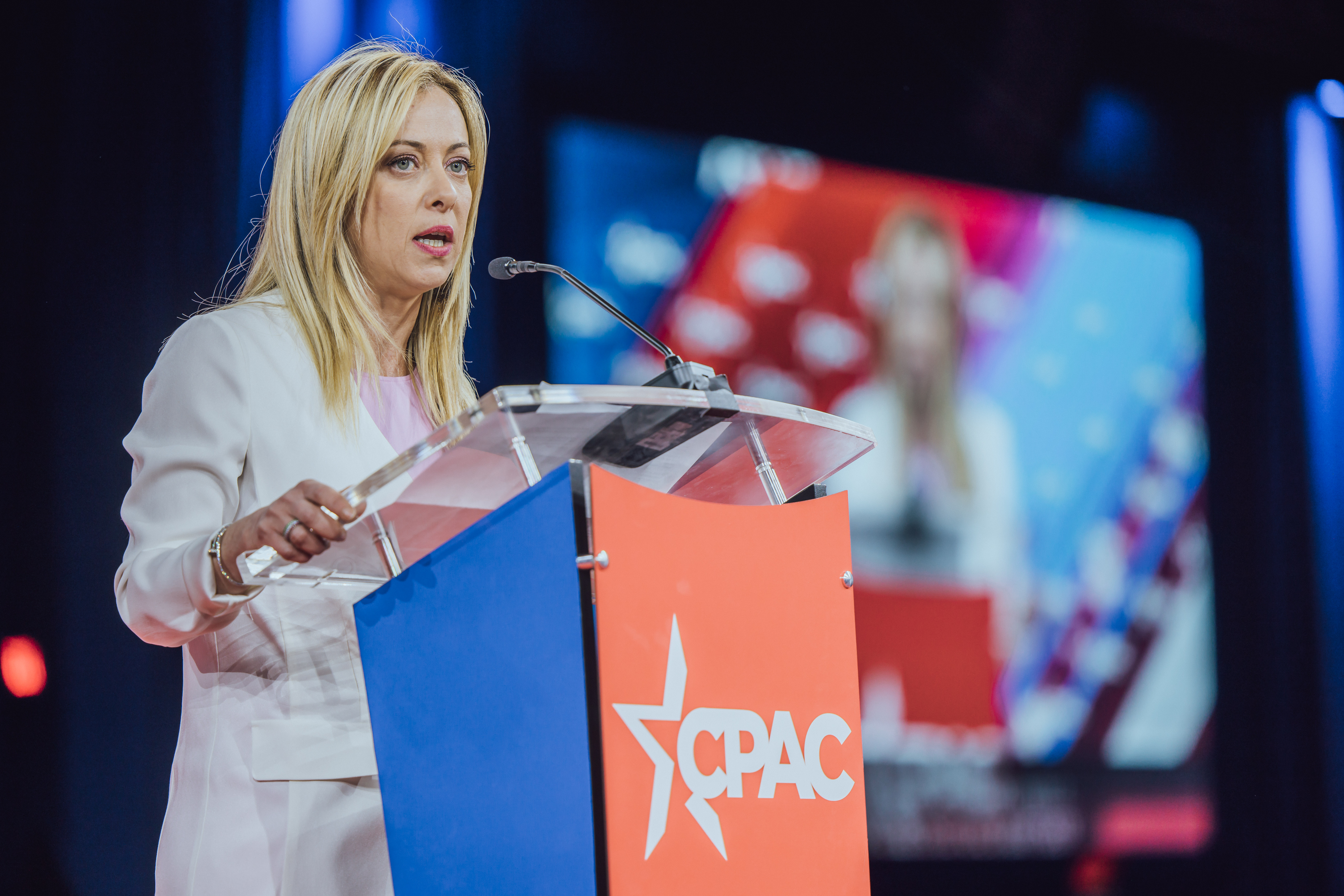
Meloni falando no CPAC de 2022

Meloni tem posições conservadoras. Ela define-se como "um soldado com uma missão, a batalha contra o pensamento único, em defesa da família, do cristianismo e da pátria" e como "mulher, mãe, italiana e cristã". Apesar de ter dito que tem orgulho de ser mulher, não se considera feminista.
Por ocasião da conferência Deus, Honra, País: Presidente Ronald Reagan, Papa João Paulo II e a Liberdade das Nações, organizada em Roma, a 3 de fevereiro de 2020, numa ampla rede de organizações conservadoras, Meloni indicou que duas das suas referências culturais fundamentais são Ronald Reagan e o Papa São João Paulo II, a quem o evento foi batizado, elogiando o impulso de fundir "a democracia nacional dentro do princípio da soberania popular", típica da ideologia do presidente americano, assim como a intensificação do vínculo com as raízes cristãs da Europa, próprias da ação do pontífice polaco.
Em outubro de 2021, na sequência de algumas acusações derivadas de uma investigação jornalística por Fanpage.it, declarou que no ADN do Fratelli d'Italia, partido político do qual é presidente, não há nostalgia ao fascismo, racismo, antissemitismo, e nem espaço para atitudes ambíguas sobre antissemitismo, racismo e nazismo. Quando tinha 19 anos idade, Meloni elogiou Benito Mussolini, afirmando que "Mussolini foi um bom político" e que "tudo o que ele fez foi pela Itália". Todavia, ao entrar no Parlamento italiano, alterou seu discurso, dizendo que Mussolini "cometeu diversos erros, como as leis raciais, a entrada na guerra e o sistema autoritário" e que "Historicamente, produziu muito também, mas isso não o salva".
A 27 de fevereiro de 2022, participou no Conservative Political Action Conference (CPAC), nos Estados Unidos da América. No seu discurso, passou uma mensagem de reforço de um modo de pensamento conservador transatlântico. Abordou a situação crítica na Europa Oriental, dando total apoio à Ucrânia e reafirmando a unidade do mundo ocidental diante da tirania.

### Economia e orçamento
Na esfera econômica, Meloni defende uma menor interferência do Estado na economia, argumentando que "A riqueza é feita pelos trabalhadores e pelas empresas, o Estado deve permitir que eles a produzam" e que o objetivo do seu governo será "não atrapalhar quem produz". Meloni também defende a redução dos impostos sobre o trabalho, a sustentação do poder de compra das famílias e a eliminação por parte das empresas de "todos aqueles bônus inúteis que alimentam o assistencialismo populista, mas não produzem desenvolvimento". Também advoga a simplificação da burocracia, uma justiça segura e rápida, uma infraestrutura moderna, a segurança e a legalidade, citando-os como meios para tirar a Itália da estagnação econômica. Também defende uma nova política industrial "que favoreça as empresas que contratam, que geram emprego, e valorizem nossas marcas, uma riqueza inestimável porque o mundo está faminto de produtos "Made in Italy". É também a favor da remoção do pacto orçamentário europeu da constituição italiana, mas opôs-se à remoção de um orçamento equilibrado.

### Legislação e questões sociais
Ela declara-se contrária ao crime de tortura do sistema jurídico italiano, considerando que este "impede os agentes de fazerem seu trabalho " e propõe, de facto, a sua abolição. Também é contrária à lei Mancino (lei que contrasta racismo e fascismo), propondo a sua abolição.
Entre os seus principais projetos de lei estão: a eleição direta do Presidente da República, regras para limitar a disseminação do jogo, a abolição dos senadores vitalícios e o teto de impostos da Constituição. Ela também se opõe firmemente à legalização da cannabis light, à eutanásia e à maternidade de substituição, propondo para este último caso uma lei para torná-lo um "crime universal", que também puniria os cidadãos italianos que usam este mecanismo no exterior.

### Feminismo
Meloni vê o feminismo como uma ferramenta ideológica contra a política de direita, e não em termos pró-mulheres, descrevendo-se como "uma pessoa para mulheres". No seu livro We Believe de 2011, escreveu: "Sou uma mulher de direita e apoio com orgulho as questões femininas. Nos últimos anos, tivemos que sofrer desprezo e racismo por parte das feministas. [...] Talvez no que diz respeito ao feminismo ser concebido. Desta forma, é mais uma questão de ideologia do que de género e substância." Opõe-se às cotas rosa e negou ser antimulher, conforme acusada por alguns críticos. Giorgia Serughetti, uma filósofa política e autora de The Conservative Wind, afirmou que o feminacionalismo está funcionando para Meloni.
A possibilidade de Meloni tornar-se a primeira mulher a ser primeira-ministra da Itália foi amplamente discutida antes e depois das eleições gerais italianas de 2022. Algumas mulheres não viram isso como uma vitória devido às suas posições políticas, enquanto outras viram isso pelo menos em parte de uma forma positiva, e algumas outras a chamaram de feminista, apesar da rejeição do rótulo por Meloni. Antes da eleição, a ex-secretária de Estado e ex-primeira-dama dos Estados Unidos, Hillary Clinton, comentou: "A eleição da primeira mulher como primeira-ministra em um país sempre representa uma ruptura com o passado, e isso certamente é uma coisa boa."  Isso gerou uma resposta de alguns críticos e observadores, incluindo historiadores. Ruth Ben-Ghiat e David Broder. Ben-Ghiat que escreveram: "Meloni também representaria a continuidade do episódio mais sombrio da Itália." Da sua parte, Meloni declarou-se pronta para governar e criticou as feministas.

### Problemas sociais

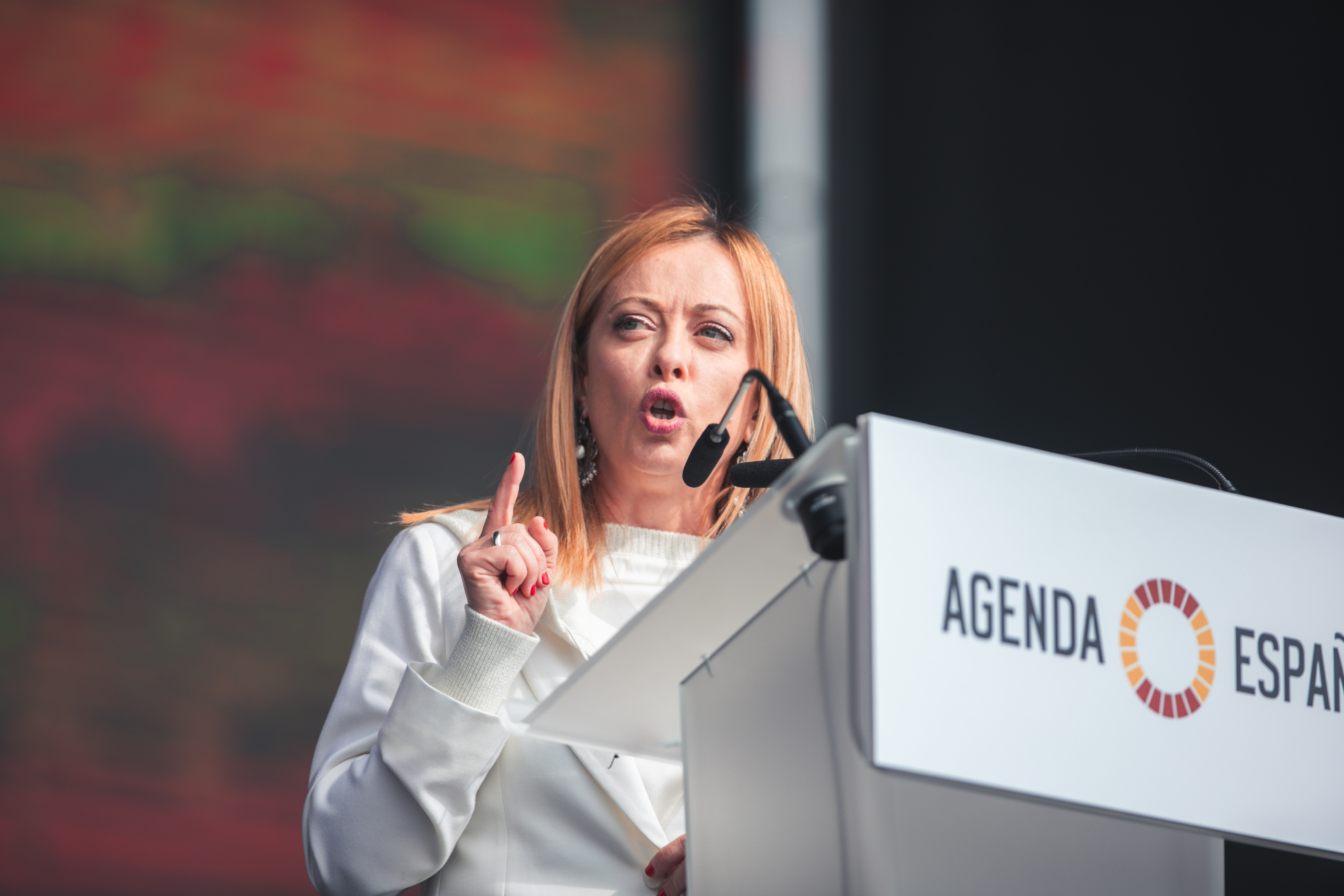
Giorgia Meloni discursando num comício do Vox em Málaga, Espanha

Meloni opõe-se ao aborto, à eutanásia e às leis que reconhecem o casamento entre pessoas do mesmo sexo e descreve-se como "pró-família". Afirmou que "não mudaria" a lei do aborto na Itália, mas queria aplicar mais plenamente a parte da lei "sobre a prevenção", como permitir que médicos de objeção de consciência se recusem a realizar eles para fora. Também afirmou que o reconhecimento de uniões do mesmo sexo na Itália é bom o suficiente, e disse que era algo que ela não mudaria; em 2016, embora tenha dito que respeitaria a lei se eleita presidente de câmara de Roma, apoiou um referendo para revogar a lei da união civil. Num comício na piazza del Popolo em outubro de 2019, falou que é contra a paternidade de pessoas do mesmo sexo; o seu discurso tornou-se viral nas plataformas de mídia sociais italianas. Durante uma entrevista em fevereiro de 2016 para Le Iene, um programa de televisão italiano, também disse que "preferiria não ter um filho gay".
Meloni opôs-se à lei Mancino de 1993, uma lei de discurso de ódio. Opõe-se ao DDL Zan, uma lei anti-homofobia que expandiria a lei Mancino para cobrir a discriminação LGBT, declarando em 2020 que "não há homofobia" na Itália. Também se opõe à barriga de aluguel, que é pejorativamente conhecida em italiano como utero in affitto, e pressionou o Parlamento por uma lei para torná-la um "crime universal". Apoia o movimento anti-ideologia de género, baseado emetologia católica na década de 1990 que condena posições sociais não aprovadas pela Igreja Católica, incluindo estudos de género e é cética em relação à ideologia de género; Afirmou que a ideologia de género está sendo ensinado nas escolas, e que ataca a identidade feminista. Apoia a mudança da Constituição de Itália para tornar ilegal a adoção de crianças por casais do mesmo sexo. Em março de 2018, criticou a The Walt Disney Company pela decisão de representar um casal gay no filme musical de fantasia Frozen II. No Facebook, escreveu: "Basta! Estamos fartos disso! Tirem as mãos das crianças."

### Gênero e sexualidade
Meloni afirma a existência da “ideologia de género” e opõe-se à divulgação dos estudos de género nas escolas, atacando as medidas de conscientização das escolas junto da comunidade LGBT (que têm a função de prevenir a discriminação relacionada à orientação sexual e identidade de género), porque, na sua opinião, eles não iriam lutar contra a discriminação sexual, mas dariam aos jovens "uma interpretação enganosa da sua identidade sexual". Ela defende a existência da "teoria de género", que é uma crença nascida em meados da década de 1990 nos círculos do Opus Dei, para condenar qualquer posição social diferente da conservadora Igreja Católica, opondo-se aos estudos de género.
Em fevereiro de 2020, Meloni atacou, através do Twitter, as aulas de educação sexual de um colégio em Bolonha, porque para ela tratava-se de uma “ditadura de gênero” e que os alunos haviam sido “obrigados a sofrer propaganda ideológica”. A diretora do Liceu, entretanto, explicou que na realidade a obrigação não foi imposta pela direção ou pelos professores, mas que foi uma iniciativa espontânea dos próprios alunos decidida através das assembleias estudantis democráticas. Essa versão também foi confirmada pelos representantes docentes que acrescentaram ainda que “ as atividades foram variadas, em temas como educação sexual para cada orientação sexual, identidade de gênero, sexismo nas escolas e feminismo”.
Também é contrária ao casamento entre pessoas do mesmo sexo, às uniões civis gays, à adoção por casais gays e também às medidas para combater e prevenir a homofobia- transfobia (considerando que "Os homossexuais não são discriminados"). Apesar disso, durante a campanha de 2022, Meloni repetidamente negou as acusações de que pretende reverter a legislação sobre os direitos dos homossexuais (em 2016, a Itália aprovou a união civil entre pessoas do mesmo sexo), bem como negou querer alterar a lei sobre aborto.

### Raça e nacionalidade
Ela crê na existência da "conspiração Kalergi", que é uma crença de que há um projeto de migração em massa planejado pela África para a Itália, para a destruição do povo italiano. Em mensagem no Twitter, Meloni afirmou que teria provas da existência de uma "substituição étnica" na Itália, alegando que, em 2015, 100 mil italianos deixaram o país em busca de uma vida melhor no exterior, muitos deles jovens, enquanto que 153 mil imigrantes entraram na Itália no mesmo ano, "na esmagadora maioria homens africanos". Sendo assim, a respeito das políticas de migração, é contrária ao ius soli (quando a pessoa adquire a nacionalidade do local onde nasce), alegando que "A cidadania italiana não pode em caso algum ser um automatismo: deve ser merecida e concedida apenas àqueles que amam e respeitam a nossa cultura e identidade" e que "Enquanto a esquerda prioriza o ius soli, nós defendemos o princípio do ius sanguinis". Opõe-se firmemente a acolher os migrantes e a uma sociedade multicultural, argumentando que está em andamento um esquema para “desconstruir a nossa sociedade e privar-nos da nossa identidade”. É a favor do bloqueio naval no Mediterrâneo e da criminalização do fundamentalismo islâmico. Por essas e outras razões, ela também foi frequentemente acusada de xenofobia e islamofobia.
Em relação à comunidade italiana no exterior, afirmou que "Não importa quão longe estejam os nossos italianos no mundo, onde quer que estejam são e permanecem parte da nossa comunidade". No tocante à nacionalidade italiana, defende a manutenção do princípio do ius sanguinis, bem como defende acolher os cidadãos italianos que vivem no exterior e que queiram morar na Itália e incentivar a "imigração de retorno". Também defende que sejam reabertos os prazos para as pessoas que tiveram que renunciar à nacionalidade italiana, "como por exemplo quando não era permitido ter dois passaportes". Na esfera cultural, Meloni defende promover a língua e a cultura italianas no exterior, "defendendo os símbolos da nossa história e do nosso passado das loucuras da cultura do cancelamento".

## Vida pessoal
Meloni tem uma filha, Ginevra, da sua relação que durou de 2015 a 2023 Andrea Giambruno, jornalista que trabalha para o canal Mediaset TV de Silvio Berlusconi. Em 2023 separou-se do companheiro depois de emitidas gravações do companheiro fazendo comentários machistas.
Católica romana, usou a sua identidade religiosa em parte para ajudar a construir sua marca nacional. Em um discurso em 2019 em um comício em Roma, ela disse: "Sou Giorgia. Sou mulher, sou mãe, sou italiana, sou cristã." Apesar das suas crenças cristãs e defender os valores familiares tradicionais, Meloni defendeu-se por não ser casada com o pai da sua filha. Em setembro de 2022, ela adotou o slogan "Deus, pátria e família".

Meloni é uma ávida fã de fantasia, particularmente de O Senhor dos Anéis, de JRR Tolkien. Como jovem ativista do Movimento Social Italiano (MSI), ela participou do festival Camp Hobbit e cantou junto com a banda folk Compagnia dell'Anello, batizada em homenagem à Sociedade do Anel. Mais tarde, chamou a sua conferência política de Atreju, em homenagem ao herói do romance A História Sem Fim. Meloni disse ao The New York Times: "Acho que Tolkien poderia dizer melhor do que nós, em que os conservadores acreditam." Além de Tolkien, ela gosta do filósofo conservador britânico Roger Scruton e disse: "Se eu fosse britânica, seria conservadora." Além da sua língua materna, italiano, fala fluentemente inglês, francês e espanhol. Foi classificada pela revista Forbes como a sétima mulher mais poderosa do mundo em dezembro de 2022.